# Johannes van Hoolwerff
Johannes van Hoolwerff   (Hoorn, 13 d'abril de 1878 - Heemstede, 2 d'agost de 1962) va ser un regatista neerlandès que va competir a començaments del segle xx.
El 1928 va prendre part en els Jocs Olímpics d'Amsterdam, on va guanyar la medalla de plata en la regata de 8 metres del programa de vela, a bord de l'Hollandia, junt a Gerard de Vries Lentsch, Hendrik Kersken, Cornelis van Staveren, Maarten de Wit i Lambertus Doedes.